# Maître de Cabestany

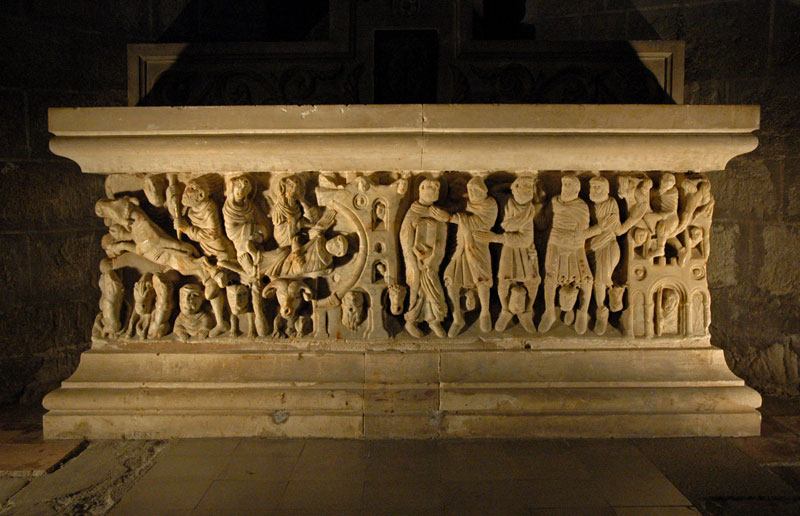
Sarcophage de saint Sernin, une des œuvres du Maître de Cabestany exposée à l'abbaye de Saint-Hilaire

Le maître de Cabestany est un maître anonyme sculpteur de la seconde moitié du XIIe siècle, une personnalité artistique constituée par les historiens de l'art à partir des années 1930 par le rapprochement de plusieurs œuvres remarquables par leur style et leur facture, au premier rang desquelles le tympan de Cabestany, d'où le nom de « maître de Cabestany ». Ses œuvres sont pour la plupart situées dans les actuels départements de l'Aude et des Pyrénées-Orientales ainsi que dans le nord de la Catalogne ; mais on a aussi reconnu sa main en Toscane et en Navarre.

## Origine

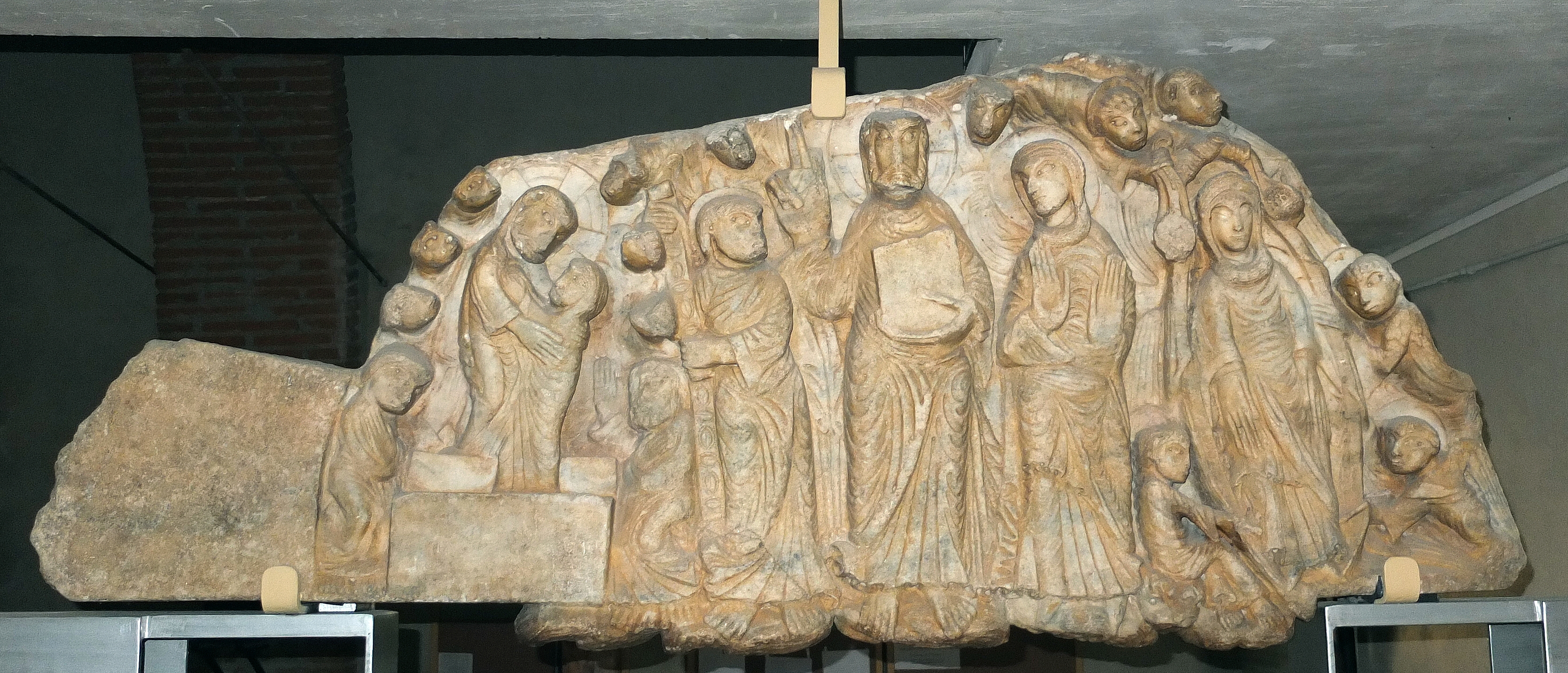
Le tympan de Cabestany

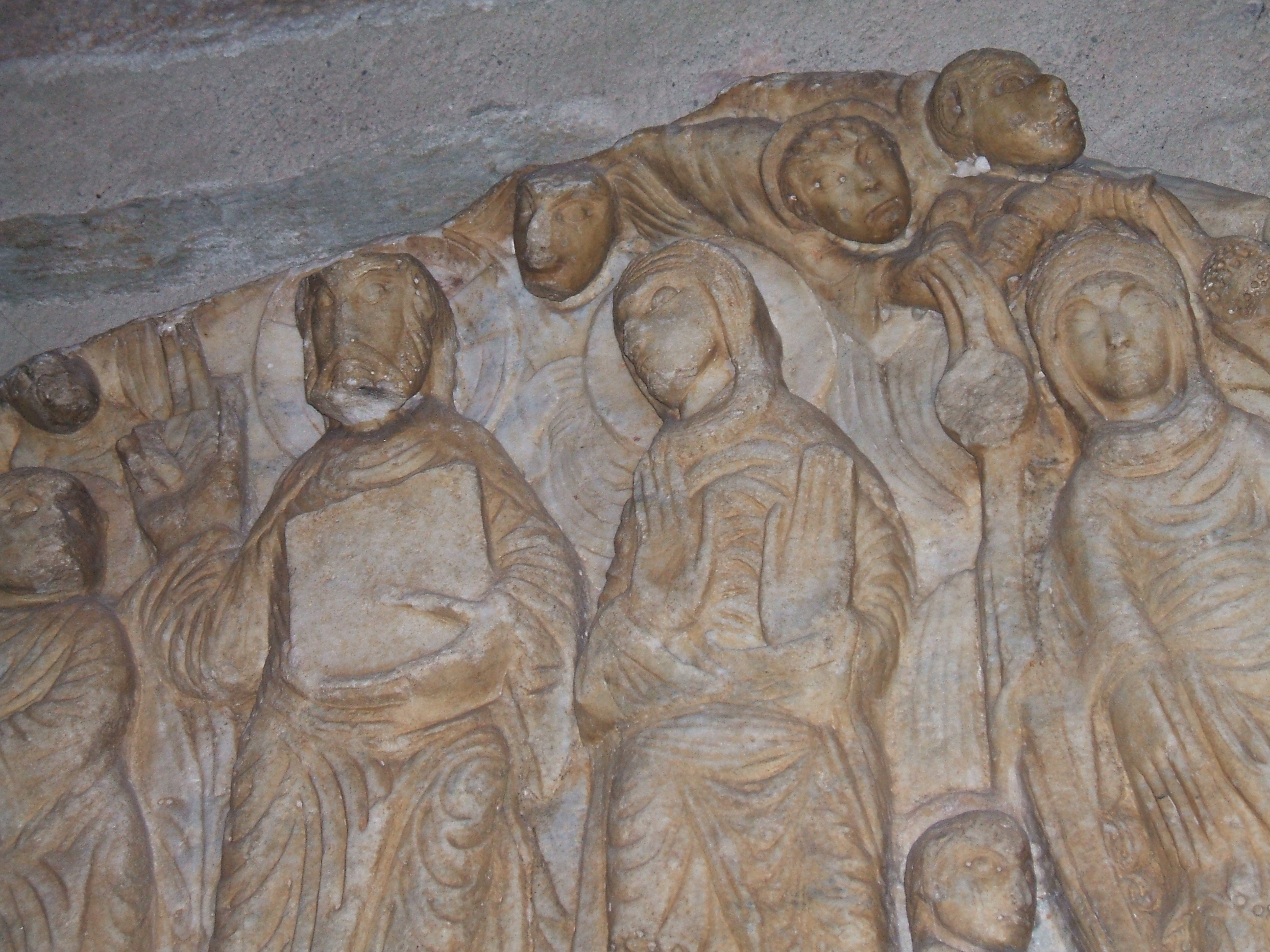
Le tympan de Cabestany (détail)

Une découverte providentielle est à l’origine de la renaissance d’un remarquable sculpteur et de son œuvre datant du Moyen Âge. Un tympan de style roman (classé auprès des Monuments historiques) fut mis au jour dans les années 1930 lors de travaux d’agrandissement de l’église paroissiale de Cabestany. Les hautes qualités techniques, le thème et l’originalité du tympan menèrent les érudits de l’époque à l’étudier et à le comparer à d’autres sculptures médiévales. Leurs conclusions révélèrent un artiste anonyme, nommé depuis lors le Maître de Cabestany, ayant sculpté des œuvres (chapiteaux, sarcophage, modillons…) aujourd’hui présentes dans de hauts lieux religieux.
Au total, à travers l’Europe, 121 pièces sculptées sont attribuées au Maître ou à son atelier.
À ce jour, le Maître de Cabestany, internationalement reconnu pour avoir marqué la seconde moitié du XIIe siècle dans l’art religieux, a fait l’objet de nombreuses études (plus de 200 références bibliographiques parmi lesquelles un ouvrage paru aux éditions Zodiaque en mars 2000) d’éminents chercheurs français et européens spécialisés en théologie, en histoire et en histoire de l’art.

## Mise en valeur
Au début des années 1990, la municipalité de Cabestany a décidé de porter à la connaissance de tous l’œuvre du sculpteur anonyme. Aussi, dès 1993, sur les conseils de l’inspecteur général des monuments historiques, la ville s’est entourée d’un comité scientifique regroupant d’émérites personnalités françaises et européennes afin de sélectionner parmi les nombreuses sculptures du Maître de Cabestany les plus importantes et les plus représentatives.
Sur leurs conseils, la municipalité a initié la réalisation de moulages des œuvres du Maître de Cabestany. À ce jour, plus de 60 moulages des œuvres majeures ont été réalisés par M. Alphonse Snoeck, sculpteur mouleur, selon une méthode agréée par les Monuments historiques. Réalisée avec des poudres de pierre, elle reproduit exactement le même grain que celui d’origine ainsi que la couleur, aboutissant à un moulage identique à l’œuvre originale, en grandeur nature.
Dès 1994, la ville a acquis une ancienne cave viticole de plus de 1 100 m2 de surface qui accueille « le centre de sculpture romane » depuis juin 2004. Trois pôles distincts sont mis en avant : muséal, pédagogique, de recherche et d’étude. Le pôle muséal montre la collection permanente des moulages complétée par des salles réservées à l’histoire, à l’histoire de l’art et à la sculpture romane (chantiers, outillage, différents ateliers de sculpteurs contemporains du Maître, œuvres…). Durant sa visite, le visiteur est confronté aux œuvres majeures du Maître, fixées au mur ou isolées (permettant d’en faire le tour) puis à des moulages présentant des détails des motifs représentés par le sculpteur et classés par thèmes (les animaux, la flore, les anges, les accessoires et les personnages). 
Ensuite, la visite présente les contextes historique et artistique contemporains du Maître de Cabestany… Ce pôle muséal emmène le visiteur dans un voyage à travers le temps et l’espace tout en mettant à sa disposition des informations artistiques, historiques et culturelles.

## Œuvres
Pyrénées-Orientales

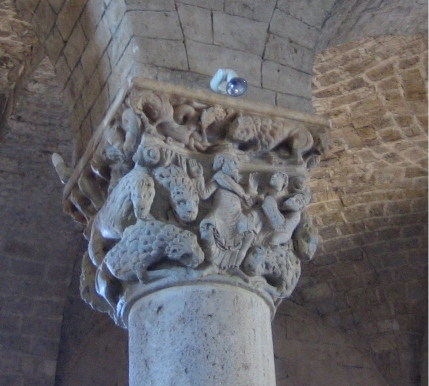
Le chapiteau de la nef de l'église abbatiale de Sant'Antimo (Toscane)

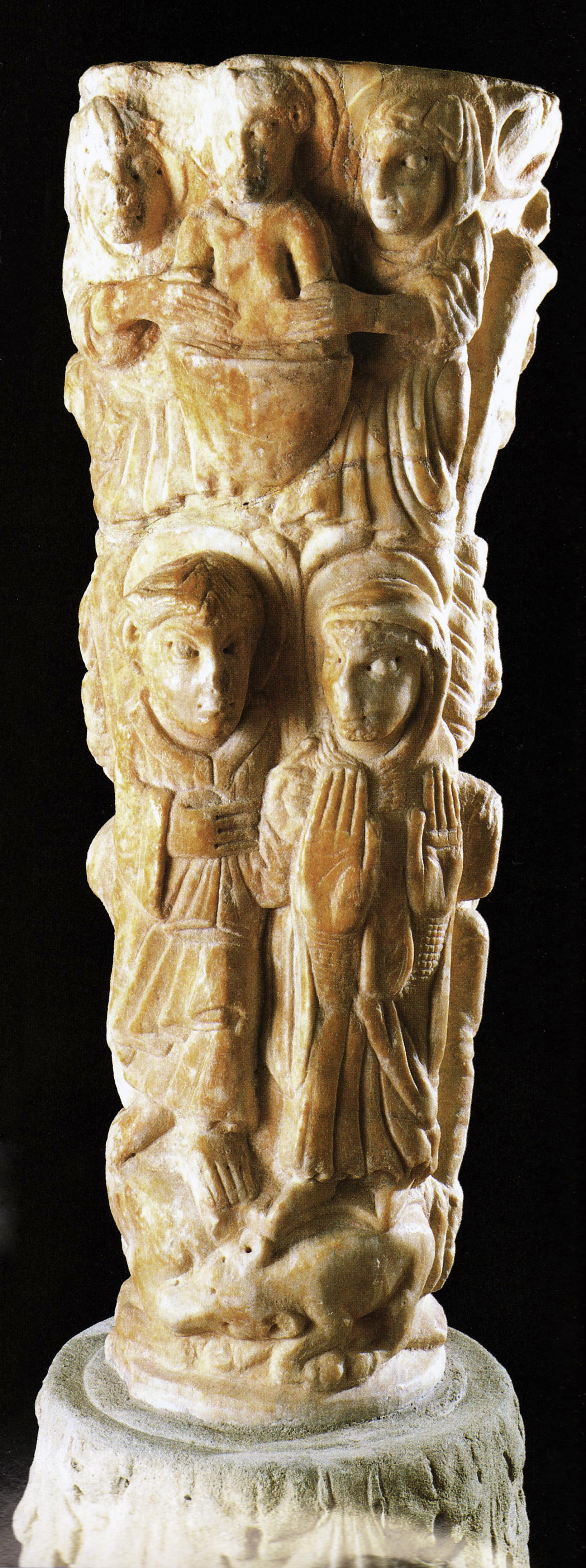
colonne sculptée conservée aujourd'hui au musée d'art religieux de San Casciano in Val di Pesa (Toscane)

- Cabestany :  le tympan isolé conservé dans l'église paroissiale Notre-Dame-des-Anges.
- Monastir del Camp : chapiteaux du portail occidental attribués à son atelier.
- Le Boulou : frise du portail occidental de l'église paroissiale Sainte-Marie.

Catalogne
- Sant Pere de Rodes : les fragments conservés du portail détruit de l'église abbatiale
- Gérone : certains chapiteaux de l'église abbatiale de Sant Pere de Galligants

Navarre
- Errondo : le tympan provenant de l'église aujourd'hui conservé dans la Cloisters Collection du Metropolitan Museum of Art de New York

Aude
- Église de l'Assomption de Rieux-Minervois : chapiteaux de l'église de Sainte-Marie, dont il serait également l'architecte et le maître d'œuvre
- Abbaye de Saint-Hilaire : le sarcophage-reliquaire de saint Saturnin dans l'église abbatiale
- Abbaye de Saint-Papoul : les sculptures du chevet de l'église abbatiale
- Abbaye Sainte-Marie de Lagrasse : les fragments conservés d'un portail détruit de l'église abbatiale (pour certains chercheurs, il s'agirait plutôt là d'œuvres dues à son "école" ou à son atelier)

Toscane
- Abbaye de Sant'Antimo : chapiteau de la nef de l'église abbatiale représentant Daniel dans la fosse aux lions
- San Giovanni in Sugana : colonne sculptée conservée aujourd'hui au musée d'art religieux de San Casciano in Val di Pesa (Toscane)
- Cathédrale Santo Stefano de Prato : dans son cloître, deux chapiteaux zoomorphes attribués au maître[1].

## Caractéristiques communes
Les sculptures du maître ont toutes en commun un style bien particulier. Elles ont des visages triangulaires, des fronts bas, des mentons écrasés, des oreilles hautes et creusées, des yeux étirés en amande avec un trou de trépan de chaque côté, des mains aux doigts longs et effilés, beaucoup de plis sur les drapés et un grand nombre de détails autour des personnages principaux.